# 京都タクシー
京都タクシー（きょうとタクシー）は、京都府を中心にタクシー事業などを行う会社。本社は京都府亀岡市。
略称・愛称は京タク。グループ会社に新京都タクシー株式会社（ヒラノタクシー）がある。
元々は京都交通 (亀岡) のタクシー事業部門であったが、1938年（昭和13年）7月に好調なタクシー事業を分社化し、創立された。もともとは「京都聯合自動車」（京聯グループ）。
その後、親会社であった京都交通は2004年（平成16年）1月経営破綻したが、その時点では既に資本関係を絶っていた。また現在の京都交通 (舞鶴) との資本関係も全くなかったが、2023年（令和5年）にその親会社である日本交通 (大阪) グループ入りした。

## 沿革
- 1938年（昭和13年） - 分社化開業。
- 2008年（平成20年） - 経営資源を舞鶴及び亀岡に集中化。
- 2009年（平成21年） - 宮津営業所、加悦谷営業所を東舞鶴営業所に統合。
- 2014年（平成26年）4月1日 - 舞鶴地区について、日本交通（大阪）グループの舞鶴京都タクシーとなる[4]。
  - 2021年（令和3年）5月21日 - 舞鶴京都タクシーは日本交通株式会社（舞鶴）となる[4]。
- 2023年（令和5年） - 京都タクシーおよび新京都タクシーが日本交通（大阪）グループ入り[5][6]。

## 事業区域
- 京都府：亀岡市、南丹市、京丹波町、京都市の一部（京北町）[7]
- 大阪府：豊能郡[8]